# Munidopsis gulfensis
Munidopsis gulfensis är en kräftdjursart som beskrevs av W. E. Pequegnat och L. H. Pequegnat 1971. Munidopsis gulfensis ingår i släktet Munidopsis och familjen trollhumrar. Inga underarter finns listade i Catalogue of Life.